# Huerteales
Classification APG II (2003)
Classification APG III (2009)
Ordre
Huerteales est un ordre végétal introduit par le Angiosperm Phylogeny Website et ne contentant que la famille Tapisciaceae. Cette famille était placée par la classification phylogénétique APG II (2003) à la base des Malvidées (en:eurosids II), c'est-à-dire sans ordre.
En classification phylogénétique APG III (2009), cet ordre contient:
- Huerteales Doweld (2001)
Dipentodontaceae Merr. (1941)
Gerrardinaceae Alford (2006)
Tapisciaceae Takht. (1987)

En classification phylogénétique APG IV (2016), on distingue une nouvelle famille, les Petenaeaceae (genre Petenaea).